# Patata de Rotzo
La patata di Rotzo es una papa o patata con origen en el municipio italiano de Rotzo, así como de todo el altiplano de Asiago, en la provincia de Vicenza. Está clasificado con el sello Prodotti agroalimentari tradizionali (PAT). Ya en el siglo XVIII se cultivaba una variedad del tubérculo con una piel violácea o negra. Recientemente se ha reintroducido el cultivo de esta variedad. La patata de Rotzo actual de piel blanca o roja, al ser una variedad montana (se cultiva en suelos de montaña, a una altura variable entre los 700 a 1000 m s. n. m.), se caracteriza por un alto porcentaje de almidón. Las variedades de patata utilizadas son Bintje, Désirée, Spunta, Monalisa, Alba, con color característico blanco a amarillo claro.
La patata de Rotzo se utiliza como ingrediente principal en la polenta considera, plato típico del altiplano obtenido a partir de un salteado de cebolla, manteca de cerdo y canela, y también en la elaboración de ñoquis. El municipio celebra anualmente la Festa della patata di Rotzo.